# Paul Forget
Paul Forget est un acteur français né le 12 mai 1888 dans le 4e arrondissement de Paris, ville où il est mort le 18 mai 1957 en son domicile dans le 2e arrondissement de Paris .

## Biographie

### Vie privée
Époux de l'actrice Suzanne Préville

## Théâtre
- 1929 : Topaze de Marcel Pagnol, pour la tournée Karsenty, M. Muche

## Filmographie
- 1931 : La Disparue de Louis Mercanton (court métrage)
- 1932 : Heure d'été de Robert Bossis (cm)
- 1933 : L'assassin est ici de Robert Péguy (cm)
- 1934 : Primerose de René Guissart
- 1934 : L'Amour en cage de Jean de Limur et Karel Lamač
- 1934 : Cartouche de Jacques Daroy
- 1935 : Les Époux scandaleux de Georges Lacombe
- 1935 : Dora Nelson de René Guissart
- 1936 : Tarass Boulba d'Alexis Granowsky
- 1938 : Orage de Marc Allégret
- 1938 : Alexis gentleman chauffeur de Max de Vaucorbeil
- 1946 : La Revanche de Roger la Honte d'André Cayatte
- 1947 : La Télévision, œil de demain de J.K. Raymond-Millet
- 1949 : Scandale aux Champs-Élysées de Roger Blanc
- 1949 : Lady Paname de Henri Jeanson

## Doublage
- Joseph Crehan dans:
  - Le Grand Sommeil (1946) : le médecin-légiste
- Thurston Hall dans :
  - Le Roi du tabac (1950) : Phillips